# LDA世界ドラコン選手権
LDA世界ドラコン選手権 (RE/MAX World Long Drive Championship) はロングドライバーズ オブ アメリカ (Long Drivers of America) が主催するドライビングコンテスト世界一を決める大会。
予選が全米約320ヶ所に加えカナダ、ベネズエラ、南アフリカ、トルコ、パナマ、ケイマン諸島、ドミニカ、そして2003年より日本でも開催されるようになった。選手の総エントリー数は14,000人以上。毎年10月中旬にネバダ州メスキートで行われる。